# HAL (archive ouverte)
Pour les articles homonymes, voir HAL.

Ancien logo (2014–2021)

HAL (Hyper Articles en Ligne) est une plateforme en ligne développée en 2001 par le Centre pour la communication scientifique directe (CCSD) du CNRS. Elle est destinée au dépôt et à la diffusion d'articles scientifiques, de thèses ou de rapports techniques. Les publications sont en accès libre, mais pas nécessairement leur utilisation. Tout chercheur peut y déposer ses travaux, qu'il soit d'un établissement d'enseignement et de recherche français comme étranger, et d'un laboratoire public comme privé. Le portail est édité en français et en anglais.
HAL est ouvert à toutes les disciplines. La plateforme vérifie le contenu scientifique des articles et documents déposés, mais ne l'évalue pas en détails (revue par les pairs). Les articles scientifiques peuvent y être déposés en prépublication ou après publication dans une revue à comité de lecture. Dans tous les cas, ils y demeurent en accès libre.
Les avantages pour un chercheur de publier sur HAL plutôt que sur un réseau social ou sur un site web personnel sont :
- une mise en ligne rapide et simple ;
- une plus grande visibilité ;
- un versionnage facile des documents ;
- un archivage pérenne avec des permaliens ;
- des formats d'archivage conventionnels.

## Histoire
Le projet HAL est initié par le physicien Franck Laloë (CNRS) et co-conçu avec Marco Picco (CNRS) et Daniel Charnay (CNRS/IN2P3). Son développement est pris en charge par le CCSD en 2001. Il se fait en concertation avec Paul Ginsparg, le créateur d’ArXiv, la première archive de prépublications internationale créée en 1991.
Le 6 septembre 2005, le CNRS, l'Inserm, l'Inria, l'Inra et la Conférence des présidents d'université s'entendent pour démarrer une phase préparatoire à un portail commun de publications scientifiques basé sur la plateforme HAL et développée par le CCSD.
En juin 2006, HAL devient la plateforme commune officielle d'archivage scientifique des établissements français de recherche par signature d'un accord entre les universités et les grandes écoles à l'Académie des Sciences, puis par une convention signée en avril 2013.
Le 25 septembre 2018, les dépôts de logiciels sur HAL sont connectés à Software Heritage en partenariat avec l'UNESCO.
En 2019, près de 7 000 documents par mois sont publiés sur le portail. Le Centre National de la Recherche Scientifique (CNRS) se donne alors comme objectif que toutes ses publications soient archivées dans HAL. Le Centre annonce que seules les publications déposées dans HAL seront listées dans les rapports d’activités annuels de ses chercheurs.
En 2023, HAL compte environ 1,1 million de publications de chercheurs francophones internationaux, devenant la plus grande base de documents de recherche francophone. Le site change de logo et de structure et migre de hal.archives-ouvertes vers hal.science.
HAL reste cependant peu utilisée et peu connue à l'étranger. La plateforme est interconnectée avec d'autres grandes archives ouvertes internationales comme ArXiv, dont elle bénéficie de versements automatiques d'archives.
En février 2025, HAL obtient la certification CoreTrustSeal qui garantit aux utilisateurs que les données déposées sont gérées de manière transparente, durable et conforme aux bonnes pratiques établies par la communauté scientifique. 

## Fonctionnalités
HAL propose plusieurs de services et outils aux chercheurs :
- Auto-archivage : les chercheurs peuvent déposer leurs propres documents manuellement.
- Versement automatique d'archives vers une archive ouverte internationale (ArXiv, Pubmed Central, RePEc, etc.) : cela augmente la visibilité internationale. HAL assure l'interopérabilité des systèmes en respectant le protocole OAI-PMH (Open Archives Initiative – Protocol Metadata Harvesting).
- Recherche de documents : HAL dispose d'un outil de recherches avancés avec des fonctions booléennes, la recherche stricte, des intervalles de dates ou encore la recherche dans tout le document plutôt que seulement le titre.
- Constitution de collections du publications grâce à des « tampons » permettant d'authentifier la production d'un laboratoire, d'une équipe, les articles d'un journal, etc.
- Système d'alerte personnalisable : en coopération avec The European Physical Journal – EDP Sciences.
- Création d'un IdHAL permanent permettant d'identifier un chercheur sans ambiguïté comme avec un ID ORCID[11].
- Création de son propre environnement (portails) pour les institutions ou les communautés scientifiques : pour l'organisation de congrès ou l'édition de revues électroniques.
- Extraction automatique des publications des laboratoires et des institutions sous forme structurées (association auteur-laboratoire-institution) et selon différents formats.
- Suggestion de dépôts : service qui repère les publications déjà en libre accès sur d'autres sites ou plateformes pour les proposer aux auteurs afin qu'ils les importent dans HAL.
- HAL Monitor, outil de visualisation des données.

### Indexation des documents
Pour faciliter l'indexation, les documents déposés sont enrichis de métadonnées structurées : auteur, IdHAL, affiliation, titre, date de publication, mots-clés, résumé. Ces dernières sont fournies par le déposant ou des documentalistes de son institution.

## Applications web
Le CCSD propose des interfaces spécifiques pour HAL :
- HAL Thèses : pour l'auto-archivage en ligne des thèses de doctorat et habilitations à diriger des recherches (HDR)[12].
- HAL SHS : destinée au dépôt et à la diffusion d'articles scientifiques de niveau recherche dans toutes les disciplines des sciences humaines et de la société[13].
- MédiHAL : pour le dépôt des données visuelles et sonores (images fixes, vidéos et sons) en libre accès[14]. Créée et portée par le CNRS depuis le 3 février 2010[15], MédiHAL est développée par le CCSD en collaboration avec le Centre national pour la numérisation de sources visuelles (CN2SV-CNRS), et avec l'aval du Très Grand Équipement (TGE) Adonis. Depuis le 7 décembre 2010, les données de sciences humaines et sociales déposées sur MédiHAL sont accessibles depuis Isidore.
- AureHAL : le référentiel de HAL (disciplines, projets, projets européens, revues)[16].
- dataHAL : les données en RDF et les schémas de données de l'archive[17].
- HAL CV : tout utilisateur ayant déjà déposé un document peut aussi déposer son CV sur la plateforme. Ce dernier est versionné avec des permaliens. Il affiche de manière dynamique la liste de publications déposées dans HAL, exportable aux formats BibTex, XML-TEI, EndNote, etc. Il peut être complété d'un titre, de texte libre (présentation du parcours et des champs de recherche), d'une photographie, d'identifiants ORCID, IdREF, ResearchGate, etc., du site web personnel, etc. Les mots-clés les plus utilisés (co-auteurs, années de production, revues de publications, etc.) peuvent être surlignés.

## Portails
L'Inria, l'Inserm, l'Institut Pasteur, l'IRD, le Cirad, le CEA, l'Irstea (ex-Cemagref), l'École des Ponts ParisTech, CentraleSupélec et Montpellier SupAgro ont développés leurs portails HAL ou des archives interopérables avec HAL.
D'autres portails sont :
- HAL IN2P3, spécialisé dans les physiques nucléaires et des particules. Ce portail est connecté à ArXiv dans le cadre du projet HAL/Inspire. C'est pourquoi l'IN2P3 incite ses chercheurs à déposer leurs articles directement dans ArXiv, bénéficiant du versement automatique d'archives[26].
- HAL ANR, le portail de l'Agence nationale de la recherche (ANR) facilitant l'accès aux publications issues des projets financés par l'Agence et en donner une vue d'ensemble. Il permet d'effectuer une recherche avancée par programme, domaine scientifique, mots-clés, etc. Les coordinateurs des projets ainsi que les partenaires de projets ANR s'engagent à déposer les publications scientifiques en texte intégral sur la plateforme, en accord avec la loi « Pour une République Numérique ». De manière plus large, l'Agence incite les acteurs de la recherche à publier dans des revues en accès ouvert par défaut, et demande que les publications issues des projets soient sous licence CC-BY[27].